# Sabbio Chiese
Sabbio Chiese ist eine norditalienische Gemeinde (comune) im Val Sabbia der Provinz Brescia in der Lombardei. Die Gemeinde liegt etwa 19 Kilometer nordöstlich von Brescia am Chiese und ist Teil der Comunità Montana della Valle Sabbia. Sabbio Chiese liegt in etwa auf der Hälfte des Weges zwischen Gardasee und Idrosee.

## Verkehr
Durch die Gemeinde führt die frühere Strada Statale 237 del Caffaro (heute: Provinzstraße BS 237) von Brescia nach Kalfein.